# Андалалский район
Андалалский район — административный район существовавший в составе Дагестанской АССР в период с 1944 по 1957 год.
Административный центр — село Андалалы.

## География
Андалалский район располагался на западе республики. Граничил: на западе с Ритлябским, на северо-западе с Шурагатским, на северо-востоке с Новолакским, востоке с Казбековским и на юге с Гумбетовским районами.

## История
Указом Президиума Верховного Совета СССР от 7 марта 1944 г. «О ликвидации Чечено-Ингушской АССР и об административном устройстве её территории» в состав Дагестанской АССР передавались территории следующих районов: Веденский, Ножайюртовский, Саясановский, Чеберлоевский — в существующих границах, а также Курчалоевский и Шароевский районы, за исключением северо-западной части этих районов, и восточная часть Гудермесского района.
Постановлением Верховного Совета РСФСР от 7.06.44 г. из бывшего Ножай-Юртовского района создан Андалалский район с центром в селе Андалалы.
С 25 июня 1952 по 24 апреля 1953 года Андалалский район находился в составе Махачкалинского округа.
Указом Президиума Верховного Совета РСФСР «О восстановлении Чечено-Ингушской АССР и упразднении Грозненской области» от 9 января 1957 г. из состава ДАССР в восстановленную ЧИАССР передан Андалалский район. 10 апреля 1957 года он был переименован в Ножай-Юртовский район.

## Административное деление
Район состоял из 14 сельсоветов:
1. Андалалский — с.Андалалы, Уллубий
2. Ахатлинский — с.Ахатль
3. Дагбашский — с.Дагбаш
4. Дахадаевский — с.Дахадаево, Чечель-Юх
5. Ипутинский — с.Ипута
6. Ичичалинский — с.Ичичали
7. Нижнесиухский — с.Нижний Сиух, Верхний Сиух
8. Ново-Мехельтинский — с.Ново-Мехельта, Алахан-отар, Беной, Гуржи-Мохк, Корен-Беной, Стерч-Кертычки
9. Новочеркейский — с.Новый Черкей
10. Ратлубский — с.Ратлуб, Гергентала
11. Сталинаульский — с.Сталин-Аул
12. Урибский — с.Уриб
13. Хиндахский — с.Хиндах, Симсир
14. Чарахский — с.Чарах, Замай-хутор

## Население
После присоединения района к республике на эту территорию были переселены аварцы из различных райнов республики